# Drosophila nullilineata
Drosophila nullilineata este o specie de muște din genul Drosophila, familia Drosophilidae, descrisă de Zhang și Masanori Joseph Toda în anul 1988. Conform Catalogue of Life specia Drosophila nullilineata nu are subspecii cunoscute.